# Juncus luzuliformis
Juncus luzuliformis là một loài thực vật có hoa trong họ Juncaceae. Loài này được Franch. mô tả khoa học đầu tiên năm 1887.